# Òpera de Yu

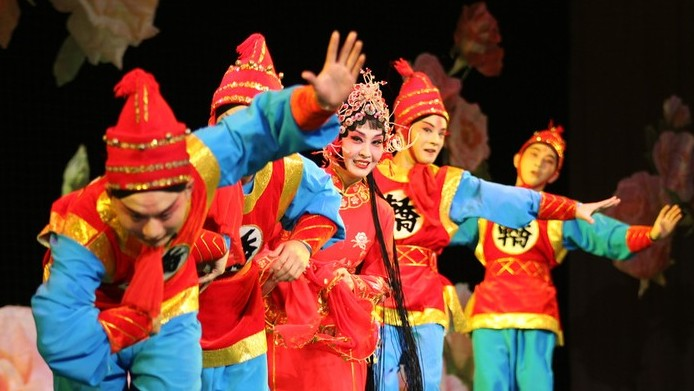
Yuju

L'Òpera de Yu (en xinès 豫剧 Yùjù) és un tipus d'òpera xinesa que es va iniciar a mitjans del segle XIX i que es va fer extremadament popular entre la cort de la dinastia Ming.